# Glacéleder

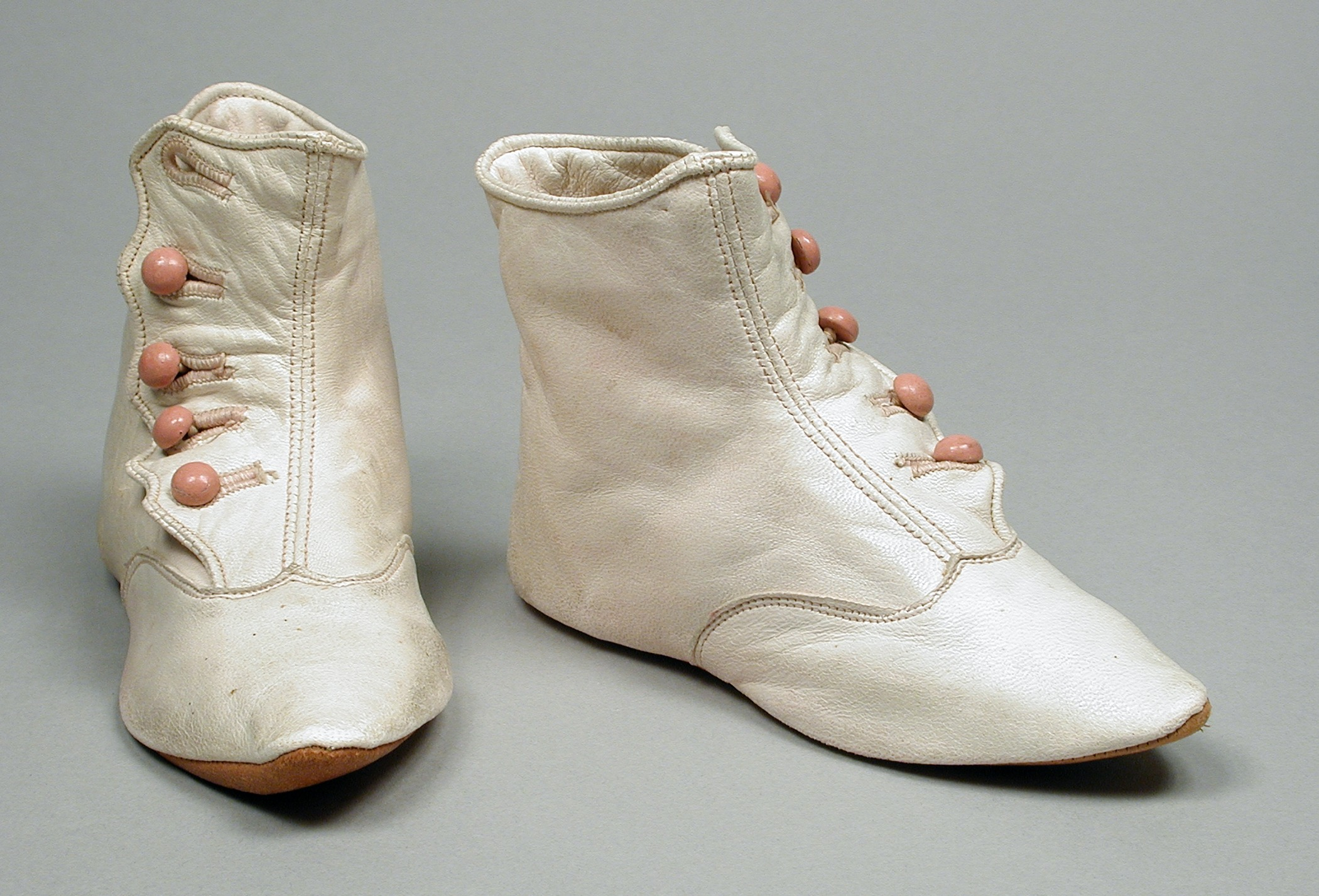
Glacéleder-Kinderschuhe aus den 1890er Jahren

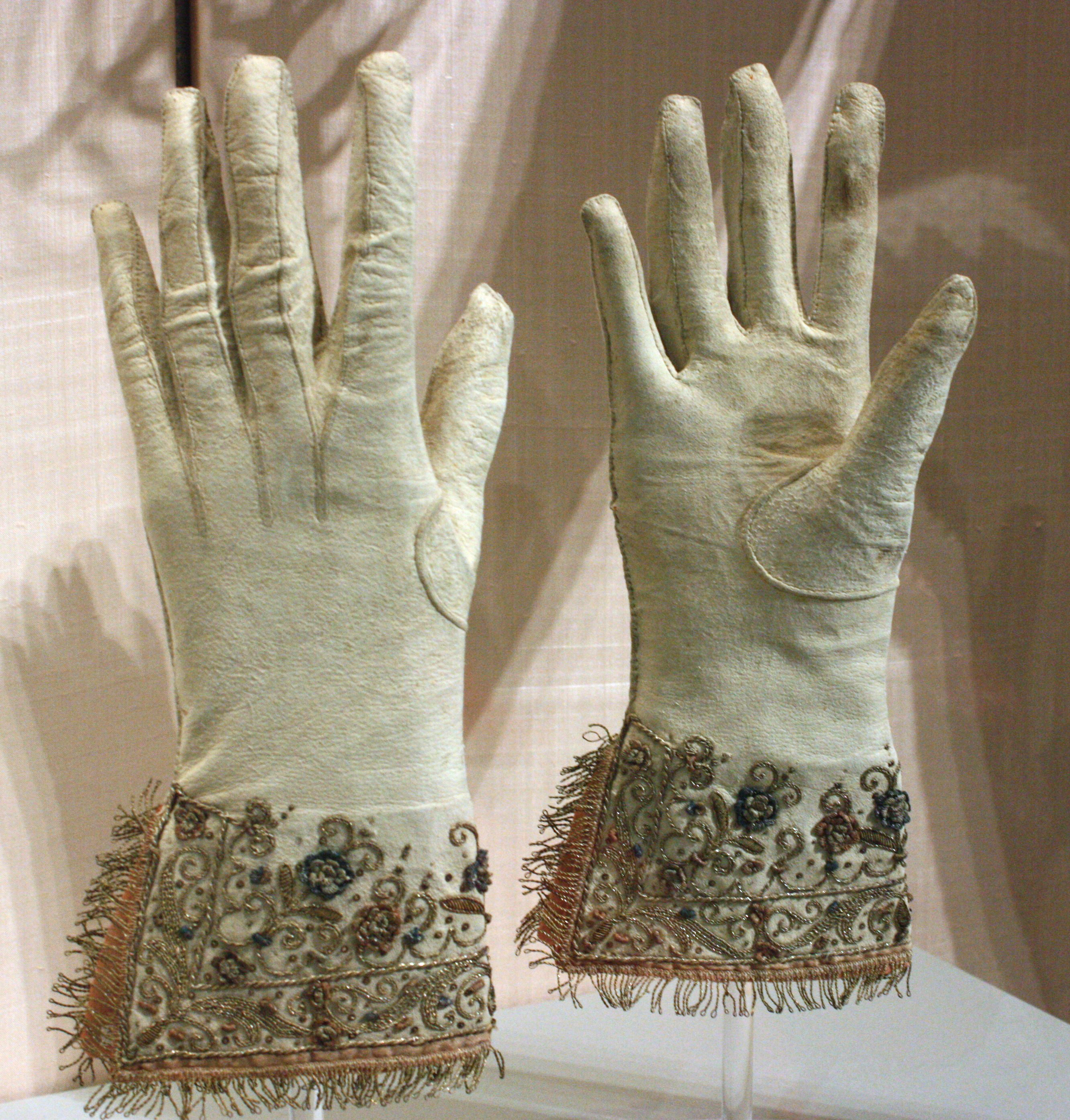
Glacéhandschuhe aus dem 17. Jahrhundert

Glacéleder (auch Glaceeleder, Glacé) ist ein sehr zartes, weiches Ziegen- oder Jungziegenleder mit einem leichten Glanz und dem Vorteil der Waschbarkeit. Es wird bevorzugt zu eleganten Handschuhen verarbeitet, den Glacéhandschuhen. Der Name leitet sich ab vom französischen glacé („eisig“, „vereist“, „mit Zuckerguss“) und spielt auf die nahezu weiße Farbe dieses Leders an.

## Geschichte
Die Glacégerberei ist eine spezialisierte Form der Weißgerberei. Anfang des 18. Jahrhunderts in Frankreich aufgekommen, wurde sie ab Ende des Jahrhunderts aufgrund ihrer relativ schnellen Verarbeitung zunehmend auch von Handschuhmachern bzw. Handschuhmanufakturen – den Hauptverarbeitern des Glacé – betrieben.
Dennoch empfahl es die württembergische Handelskammer noch 1830 als hinfällig, sich mit diesem Gewerbe zu beschäftigen, da es in Frankreich zu einer derartigen Blüte gereift sei, dass man nicht ernsthaft konkurrieren könne.

## Fertigung
Das Rohleder wird in einem Brei aus Alaun, Kochsalz, Mehl und Eigelb (Gare) gegerbt, der sogenannten Französischen oder Erlanger Weißgerbung, einem Vorgang, der im Vergleich zu anderen Gerbverfahren nur 24 Stunden dauert.  Die besondere Geschmeidigkeit des Leders wird dabei durch das Eigelb bewirkt; Heutzutage wird dieses meist durch ölige Emulsionen ersetzt.  Die verwendeten Rohstoffe waren früher vergleichsweise teuer, was den Preis des Leders mitbestimmte und daraus hergestellte Produkte zu Luxusartikeln machte.
Anschließend wird das Leder für einige Stunden mit der Gare getrocknet und mehrfach gewaschen. Die besondere Weichheit und Elastizität wird nun durch eine besondere Walkung, das sogenannte Stollen erreicht. Um eine spätere Waschbarkeit des Glacéleders zu erreichen, ohne dass dieses an Weichheit und Elastizität verliert, wird es anschließend chromiert.
In der traditionellen Fertigung wird die Farbe oberflächlich mit einer Bürste aufgetragen (Bürsten- oder Tafelfärbung) und anschließend mit einer Metallsalzlösung fixiert, um eine farbstabile Waschbarkeit bzw. Feuchtigkeitsbeständigkeit zu erreichen. In der modernen industriellen Fertigung kommen saure Anilinfarben zum Einsatz, sodass die Leder auch im Bottich, der sogenannten Flotte, gefärbt werden können.
Schwarzes Glacéleder wird zum Schluss mit einer Mischung aus Fetten und Wachsen behandelt, weiße und farbige Glacéleder mit Talkum gepudert. Zum Schluss werden sie geplüscht, d. h. poliert, um den für Glacéleder typischen Lüsterglanz zu erzielen.